# Perseguidos
Perseguidos é uma novela mexicana produzida por Horacio Díaz Morales para a Imagen Televisión junto com a TeleMéxico Studios. É um remake da novela colombiana El Capo de Gustavo Bolívar. É estrelado por Mauricio Islas que interpreta o personagem "El Capo".

## Sinopse
A trama apresenta José Vicente Solís Armenta, conhecido como "El Capo", um delinquente que é perseguido pelo Estado, julgado e condenado à pena máxima por crimes contra a humanidade. Após ser traído, as autoridades finalmente conseguem localizá-lo e o querem morto ou vivo. El Capo, em sua rota de fuga, tem que lidar com sua esposa que o traiu, e um de seus amantes pretende assassiná-lo.

## Elenco
- Mauricio Islas - José Vicente Solís Armenta "El Capo"
- Irán Castillo - Sofía Cásares
- Marisol del Olmo - María Guadalupe Luján Flores
- Sara Maldonado - Patricia "La Perrys" Arévalo
- Miguel Rodarte - Francisco "Pancho" Solís Armenta
- Gerardo Taracena - Gustavo "Tavo" Benítez
- Roberto Mateos - Diretor do CIN Hernán Molina
- Alejandro de la Madrid - Agente Raúl Uribe
- Claudio Lafarga - Sergio "Checo" Machado
- Plutarco Haza - Archibaldo Valencia / Ramón Lascuráin
- Guillermo Quintanilla - General Payró
- Javier Díaz Dueñas - Señor Omar
- Mimi Morales - Valeria Buenrostro
- Ariane Pellicer - Dona Esperanza Armenta
- Eduardo Arroyuelo - Agente Barrales
- Danny Parea - Agente Paloma
- Valentina Acosta - Connie
- Isabel Burr - Camila Solís
- Ramón Medína - Sargento Granados
- Julio Bracho - Sr. H
- Melissa Barrera - Laura Solis
- Jorge Lan - Brian
- Mario Loría - Teniente Monroe
- Ari Brickman - Palacios
- Verónica Merchant - Irene
- Miguel Martínez - Sicario
- Gustavo Sánchez Parra - Coronel Avilés
- Aarón Balderi - Ángel
- Mayra Rojas - Directora del CIN Elsa Pintado
- Fernando Gaviria - Elvin
- Mauricio Rousselon - Juan José "Jay" Solís
- Pablo Cruz Guerrero - Emiliano
- Carlos Ramírez Ruelas - Custodio Salcedo
- Ricardo Polanco - Eduardo Solís Armenta
- Sahit Sosa - José Vicente Solís Armenta "El Capo" (Jovem)
- Arantza Ruiz - María Guadalupe Luján Flores (Jovem)